# Grifer
Grifer ou Blushing-Golden est un cultivar de pommier domestique.

## Synonyme
- Blushing Golden[1].

## Parenté
Descendants:
- Delbard Tentation delblush